# Rivarossa
Rivarossa est une commune italienne de la ville métropolitaine de Turin, dans la région Piémont.

## Administration
| Période                                  | Période  | Identité         | Étiquette | Qualité |
| ---------------------------------------- | -------- | ---------------- | --------- | ------- |
| 14 juin 2004                             | En cours | Gianluca Vallero | civica    |         |
| Les données manquantes sont à compléter. |          |                  |           |         |

### Communes limitrophes
Rivarolo Canavese, Oglianico, Front, San Francesco al Campo, Lombardore.